# Grand Enfant (Afro-jazz vol.1)
Albums de Saint-Michel
Les rillettes du Mans
(2010)
Grand Enfant (Afro-Jazz vol.1) est le second EP de l'artiste Saint-Michel sorti en 2023 via le label Virgin Music Africa et distribué par Universal Music Africa,. 
L'album studio intitulé Femme Bantoue (Afro-Jazz vol.1) parait en 2024.

## Descriptif
L'EP Grand Enfant de l'artiste, parolier et producteur Saint-Michel, sorti en mai puis en novembre 2023, est une fusion de jazz et d'afro-beat, produit en collaboration avec le pianiste, percussionniste et réalisateur Tiery-F. Distribué par Virgin Music Africa et Universal Music Africa, cet opus de cinq titres explore des thèmes universels tels que  les luttes de libération des peuples noirs et offre une immersion émotionnelle dans l'héritage culturel africain.
Dans cette oeuvre musicale de 18 minutes, les recherches instrumentales renouent avec l'esprit des années 50, époque où les jazzmen afro-américains du mouvement hard bop puisaient leur inspiration dans les racines musicales africaines.
Selon la critique musicale américaine Anissa Boudjaoui Sutton, Saint-Michel déclare au sujet de ce projet que : « créer une œuvre comme « Grand Enfant : Afro-Jazz vol.1 » est, à mon avis, le point culminant d'une carrière musicale qui a débuté dans le hip-hop et qui m'a finalement reconnecté à mon héritage africain, en particulier aux confins culturels du Royaume Kongo. Cette quête d’identité me permet de parcourir le chemin tracé par mes ancêtres et de transmettre cette richesse patrimoniale aux générations futures ».

« C'est le prix à payer
Maman j'ai quitté mon pays
Papa je ne l'ai jamais trahi
Mon pays a payé... »

— Saint-Michel, Mon pays.

## Liste des titres
| Grand Enfant (Afro-jazz vol.1) | Grand Enfant (Afro-jazz vol.1)         | Grand Enfant (Afro-jazz vol.1) | Grand Enfant (Afro-jazz vol.1) | Grand Enfant (Afro-jazz vol.1) | Grand Enfant (Afro-jazz vol.1) | Grand Enfant (Afro-jazz vol.1) | Grand Enfant (Afro-jazz vol.1) | Grand Enfant (Afro-jazz vol.1) | Grand Enfant (Afro-jazz vol.1) |
| No                             | Titre                                  | Réalisateur : Tiery-F          | Durée                          |                                |                                |                                |                                |                                |                                |
| ------------------------------ | -------------------------------------- | ------------------------------ | ------------------------------ | ------------------------------ | ------------------------------ | ------------------------------ | ------------------------------ | ------------------------------ | ------------------------------ |
| 1.                             | Femme Bantoue                          |                                | 3:38                           |                                |                                |                                |                                |                                |                                |
| 2.                             | Mon pays                               |                                | 4:00                           |                                |                                |                                |                                |                                |                                |
| 3.                             | Le Bal Blomet feat Mademoiselle Eferie |                                | 3:11                           |                                |                                |                                |                                |                                |                                |
| 4.                             | Kinshasa ma belle                      |                                | 3:51                           |                                |                                |                                |                                |                                |                                |
| 5.                             | Le Grand Amour                         |                                | 3:41                           |                                |                                |                                |                                |                                |                                |
| 18:23                          |                                        |                                |                                |                                |                                |                                |                                |                                |                                |

| Femme Bantoue (Afro-jazz vol.1) | Femme Bantoue (Afro-jazz vol.1)        | Femme Bantoue (Afro-jazz vol.1) | Femme Bantoue (Afro-jazz vol.1) | Femme Bantoue (Afro-jazz vol.1) | Femme Bantoue (Afro-jazz vol.1) | Femme Bantoue (Afro-jazz vol.1) | Femme Bantoue (Afro-jazz vol.1) | Femme Bantoue (Afro-jazz vol.1) | Femme Bantoue (Afro-jazz vol.1) |
| No                              | Titre                                  | Version augmentée               | Durée                           |                                 |                                 |                                 |                                 |                                 |                                 |
| ------------------------------- | -------------------------------------- | ------------------------------- | ------------------------------- | ------------------------------- | ------------------------------- | ------------------------------- | ------------------------------- | ------------------------------- | ------------------------------- |
| 1.                              | Femme Bantoue                          |                                 | 3:38                            |                                 |                                 |                                 |                                 |                                 |                                 |
| 2.                              | Mon pays                               |                                 | 4:00                            |                                 |                                 |                                 |                                 |                                 |                                 |
| 3.                              | Le Bal Blomet feat Mademoiselle Eferie |                                 | 3:11                            |                                 |                                 |                                 |                                 |                                 |                                 |
| 4.                              | Les migrants ne savent pas nager       |                                 | 5:03                            |                                 |                                 |                                 |                                 |                                 |                                 |
| 5.                              | Kinshasa ma belle                      |                                 | 3:51                            |                                 |                                 |                                 |                                 |                                 |                                 |
| 6.                              | Le Royaume d'Asperger                  |                                 | 4:02                            |                                 |                                 |                                 |                                 |                                 |                                 |
| 7.                              | Le Grand Amour                         |                                 | 3:41                            |                                 |                                 |                                 |                                 |                                 |                                 |
| 26:46                           |                                        |                                 |                                 |                                 |                                 |                                 |                                 |                                 |                                 |

## Artistes et musiciens
- Saint-Michel : auteur, chant, chœurs (et co-compositeur du titre 4) (Titre 6 - Disque 2)
- Tiery-F : piano, claviers, percussions et réalisation musicale (Titres 1,2,3,4,5)
- Yvano : compositions, enregistrements, direction vocale, chœurs (Titres 1,2,3,4,5) (Titres 4,6 - Disque 2)
- Bruno Dias : guitares africaines (Titres 1;2,3,4)
- Garcia Landry Belinga: compositions, chœurs (Titre 3)
- Fabrice Cima: saxophone (Titre 5)
- Mademoiselle Eférie : co-auteur, chant, slam, chœurs (Titre 3)
- Paul Yoko Yimba : co-auteur (Titre 4)
- Kevin Loumeka: Voix additionnelle (Titre 2)
- Lauryn Eudes Obouronanga: chœurs (Titre 4)
- Eric Doboka: composition, enregistrement, arrangements (Titre 6 - Disque 2)
- Clara Christelle : chœurs (Titre 6)

## Crédits
Source des crédits
- Enregistré, arrangé, réalisé, mixé et masterisé par Tiery-F au studio Loïs et Clark
- Enregistré, dirigé par Yvano au studio Al Music Records
- Voix additionnelle enregistrée, dirigée par Paul Yoko Yimba au studio G (Kinshasa) pour Apymba Prod (Titre 2)
- Artwork : Jocelyn Nkembe Nyemb

## Historique de sortie
| Pays         | Date        | Format               | Label                                       |
| ------------ | ----------- | -------------------- | ------------------------------------------- |
| Afrique      | 26 mai 2023 | Téléchargement légal | Virgin Music Africa, Universal Music Africa |
| Monde entier | 26 mai 2023 | CD                   | Inouie Distribution                         |